# Malleval-en-Vercors
Malleval-en-Vercors là một xã thuộc tỉnh Isère trong vùng Rhône-Alpes đông nam nước Pháp. Xã này nằm ở khu vực có độ cao trung bình 940 mét trên mực nước biển. Theo điều tra dân số năm 1999 của INSEE có dân số là 31 người.
Thị trấn đã có tên gọi Malleval cho đến ngày 12 tháng 9 năm 2005.